# 山岸紀郎
山岸 紀郎（やまぎし のりお、1943年2月11日 - 2011年7月15日）は、日本の元バレーボール審判員、日本バレーボール協会専務理事、初代Vリーグ機構代表理事（会長）。

## 人物
日本体育大学出身。日本人として初めて国際バレーボール連盟のFIVB公認レフリーとなり、1986年の世界選手権の男子決勝の主審を務めたほか、1988年と1992年のオリンピックでも国際審判団の一員として参加した。
一方日本国内では、1995年4月より日本バレーボール協会の理事、専務理事や日本バレーボールリーグ機構の代表理事（会長）などを歴任した。また日本におけるビーチバレー生みの親とも言われ、1996年のアトランタオリンピックではビーチバレー日本男子代表監督を務めた。
また、立教新座高等学校教諭としてバレーボールの指導も行っていた。その為、立教大学体育会バレーボール部OB会の特別会員でもあった。
2011年7月15日、胆管がんのために死去。68歳没。

## 著書
- 『詳解 6人制バレーボールのルール―ルールの解説と審判法』 山岸、河村俊彦、佐々木宏共著　監修:砂田孝士　発行:大修館書店 1990年7月10日発行　ISBN 4-469-26185-8
- 『詳解 9人制バレーボールのルール―ルールの解説と審判法』 山岸、志村栄一共著　発行:大修館書店 1990年7月10日発行　ISBN 4-469-26186-6